# Schoettella distincta
Schoettella distincta är en urinsektsart som först beskrevs av Denis 1931.  Schoettella distincta ingår i släktet Schoettella och familjen Hypogastruridae. Inga underarter finns listade i Catalogue of Life.